# Gerard Kennedy
Gerard Kennedy (* 8. März 1932 in Perth, Western Australia, Australien; † 21. April 2025 in Australien) war ein australischer Schauspieler.

## Biographie
Kennedy, der auch unter dem Aliasnamen „Gerard Kennay“ auftrat, war ein vorrangig in seiner Heimat bekannter Darsteller, der seit den 1960er Jahren in etlichen australischen Produktionen mitgewirkt hat. Aufgrund seiner markanten Gesichtszüge (Kennedy besaß ähnlich Marty Feldman einen markanten Basedow – Blick) wurde er v. a. in Nebenrollen eingesetzt, bei denen er skurrile Charaktere oder Bösewichter verkörperte.
Er wirkte in der Comicverfilmung Fatty Finn sowie diversen Episoden der Fernsehserien In geheimer Mission, Die fliegenden Ärzte, Nachbarn oder Eine Handvoll Gold mit. Zuletzt sah man ihn als Orlando in der Jugendserie Der Sattelclub.

## Filmografie (Auswahl)
- 1977: Der verbotene Baum (The Mango Tree)
- 1978: Against the Wind (Fernsehserie)
- 1978: Newsfront
- 1979: The Last of the Knucklemen
- 1980: Fatty Finn
- 1987: Running from the Guns
- 1987: The Lighthorsemen
- 1992: Garbo
- 1994: Broken Law (Ebbtide)
- 2007: Lucky Miles